# Xylorhiza adusta
Xylorhiza adusta es una especie de escarabajo longicornio del género Xylorhiza, tribu Xylorhizini, orden Coleoptera. Fue descrita por Wiedemann en 1819.

## Descripción
Mide 28-45 mm de longitud.

## Distribución
Se distribuye por Camboya, China, India, Indonesia, Laos, Malasia, Birmania, Nepal, Pakistán, Filipinas, Sri Lanka, Tailandia y Vietnam.